# جان ویلیام کانسیداین جونیور
جان ویلیام کانسیداین جونیور (انگلیسی: John W. Considine Jr.؛ ۷ اکتبر ۱۸۹۸ – ۲۲ مارس ۱۹۶۱) تهیه‌کننده اهل ایالات متحده آمریکا بود.
از فیلم‌هایی که وی در آن‌ها نقش داشته‌است، می‌توان به بسیار شیک‌پوش، باج‌گیری، شهرک پسرها، ترانه ۱۹۳۶ برادوی، سکویا، آبراهام لینکلن، بسیار شیک‌پوش، باغ عدن، طوفان، دو شوالیه عرب، پسر شیخ و عقاب اشاره نمود.